# (153814) 2001 WN5
(153814) 2001 WN5 è un asteroide sub-chilometrico, classificato come oggetto near-Earth, un asteroide potenzialmente pericoloso appartenente al gruppo Apollo.

## Storia osservativa

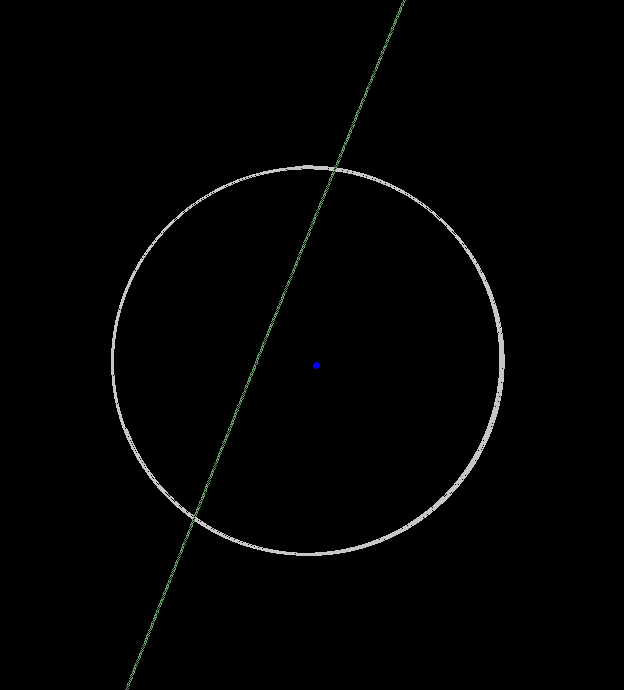
Orbita nominale di (linea verde) che attraverserà, nel giugno 2028, il sistema Terra-Luna.

È stato scoperto il 20 novembre 2001 dall'Osservatorio Lowell grazie al progetto di ricerca dei Near-Earth Object presso la stazione Anderson Mesa. Il 30 gennaio 2002, l'asteroide è stato rimosso dalla lista degli asteroidi potenzialmente pericolosi del sistema di monitoraggio Sentra.
Dell'oggetto vi sono immagini di prescoperta risalenti al 10 febbraio 1996. L'orbita è ben determinata con un arco di osservazione di 14,9 anni, arco che include due osservazioni di ritardo radar. Ha un parametro di incertezza pari a 0.

## Parametri orbitali e rotazione
2001 WN5 completa un'orbita attorno al Sole in circa 818 giorni (2,24 anni), ad una distanza media di 1,71 au, con un'eccentricità orbitale di 0,467. Al perielio (il punto dell'orbita più prossimo al Sole), l'asteroide raggiunge una distanza di 0,912 au dalla stella, venendosi a trovare all'interno dell'orbita della Terra; all'afelio, a 2,511 au, quando raggiunge invece la distanza massima dalla stella, viene a trovarsi nella fascia principale, bel oltre l'orbita di Marte. 2001 WN5 appartiene dunque agli asteroidi di tipo Apollo. L'orbita, inoltre, è inclinata rispetto al piano dell'eclittica di 1,92°.
L'asteroide presenta una minima distanza all'intersezione dell'orbita (MOID) con la Terra piuttosto bassa, calcolata in 0,00188 au (281 000 km) (pari a 0,73 distanze lunari) dal Minor Planet Center e in 0,00163782 au (245 014 km) (pari a 0,64 distanze lunari) dal Jet Propulsion Laboratory. Esegue inoltre periodicamente degli incontri ravvicinati con la Terra, uno dei più stretti dei quali avverrà il 26 giugno 2028 quando transiterà a meno di 250000 km (0,65 volte la distanza Terra-Luna) dal nostro pianeta. In tale occasione, l'asteroide dovrebbe raggiungere un picco di luminosità che gli conferirà una magnitudine apparente pari a 6,7, e sarà visibile con un binocolo.
2001 WN5 completa una rotazione attorno al proprio asse in 4,253 h

## Caratteristiche
Secondo le osservazioni della missione NEOWISE, l'asteroide misura circa 0,9  km di diametro e possiede un'albedo piuttosto bassa di 0,097.  Ha una magnitudine assoluta (H) di 18,2.